# Rovajärvi (Gällivare socken, Lappland, 742427-173033)
Rovajärvi är en sjö i Gällivare kommun i Lappland och ingår i Råneälvens huvudavrinningsområde.